# Bencze-kastély (Dunapataj)
A Bencze-kastély Bács-Kiskun vármegye Kalocsai járásában fekvő Dunapatajon, a Szelidi-tó partjától nem messze található a nagyközség Csepeg nevű, ma Dunapataj-Szelidhez tartozó egykori szőlőtermesztő részén.

## Története
Az 1871-ben Solton született, de főként Szabadszálláson működő vállalkozó, földbirtokos Bencze Gábor 1925-ben építette a kastélyt a gyógyhatású vizéről híres Szelidi-tó partján. Mivel 1919-ben a Tanácsköztársaság bukásakor részt vett a dunapataji ellenforradalomban, majd a fehérterror időszakában Szegeden karhatalmi önkéntes volt, ezért a második világháború végén menekülni kényszerült. A gazdátlanul maradt épületbe orosz katonák táboroztak le. A pincében tárolt boroshordókat szétlőtték. 1945 után az épületet államosították és a termelőszövetkezet magtárát, majd egy úttörő- és ifjúsági tábort alakítottak ki az épületben. A rendszerváltás után Kalocsa városa kapta meg az épületet, melyben egy rövid ideig panzió, a parkban kemping működött. A kétezres évek elején a kastélyt privatizálták és jelentősen átépítették. Az épület két új szinttel bővült. Ezután kastélyszálló működött az épületben. Jelenleg újbóli hasznosításra vár.

## Felépítése
Szabadon álló, eredetileg egyemeletes épület, melynek két oldalán egy-egy, korábban kétemeletes kerek saroktorony található. A homlokzat közepén előreugró, eredetileg háromemeletes, négyzetes alaprajzú torony és az előtte fekvő kisebb, kétemeletes, tetőteraszos torony látható. A hátsó homlokzat előtt egy kisebb domb fekszik, mely eltakarja az épület földszinti részét és a tetején előrenyúló terasz található. A jobb oldalon található a földszint és az egykor tekintélyes méretű, ma már részben elbontott pince bejárata.